# Pontfaverger
Pontfaverger est une ancienne commune de la Marne dont le nom est aujourd'hui Pontfaverger-Moronvilliers. Le nom a été modifié juste après la Seconde Guerre mondiale pour perpétuer le souvenir de Moronvilliers détruit pendant la Première Guerre mondiale, situé à quelques kilomètres de là.

## Toponymie
Le nom de la localité est attesté sous les formes Pons Fabricatus (commencement du XIe siècle) ; « Ecclesia Sancti Dionisii in Ponte Fabricato » (1100) ; Pont Fav[er]gier (1241) ; Ponfavergier (1261) ; Pontfavergier (1271) ; Pont-Favregier (1274) ; Pont-Favregié (1326) ; Pons-Favergier (1327) ; Pons Fabriacus (1346) ; Pontfavergiet (1357) ; Pons Favregerii (1735) ; Pont-Favergiés (1381) ; Pont Farvergier, Pont-à-Farvergier (1556) ; Pont-Favergé (1715) ; Pont-Favergères (1739) ; Pontfavergers (1741).

De l'oïl pont et l'adjectif favrechié « forgé » signifiant « pont ( en fer ) forgé ».

## Histoire
Monsieur Hubert-Alexandre Nouvion né le 7 avril 1810 et décédé le 7 janvier 1876, manufacturier à Reims, administrateur du chemin de fer de la vallée de la Suippe participa pendant 25 ans à la gestion de la commune comme conseiller, adjoint puis maire de 1858 à 1876 ,.
Monsieur Eugène Lacomme lui succéda de 1876 à 1879.

## Décorations françaises

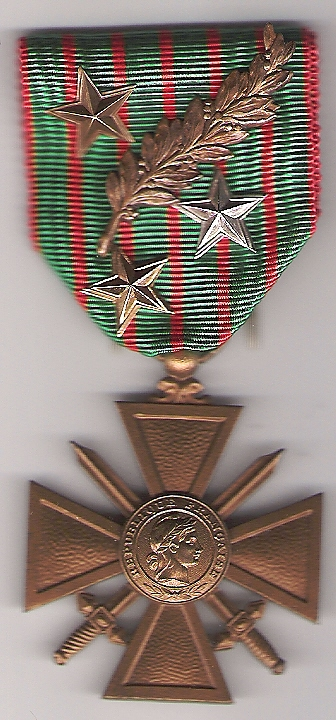

- Croix de guerre 1914-1918 : 1er octobre 1920